# Hirving Lozano
Hirving Rodrigo Lozano Bahena (Mexikóváros, 1995. július 30. –) a mexikói válogatott labdarúgója, az amerikai San Diego csatára. A Pachuca csapatával egyszeres mexikói (2016 Clausura), a holland PSV-vel egyszeres holland (2017–2018) bajnok.
Beceneve, a Chucky (mexikói kiejtéssel: csuki) a Gyerekjáték horrorfilmek főszereplőjére utal: ez a név onnan származik, hogy amikor fiatal játékosként Pachucába érkezett, és két hónapot együtt töltött társaival, az volt a szórakozása, hogy elrejzőzött a busz ülései mögött és az ágyakban, és úgy ijesztgette társait.

## Pályafutása

### Klubcsapatokban
11 évesen került a Pachucához, ám egy idő után rendkívüli fegyelmezetlensége miatt annyi konfliktusa adódott, hogy kis híján abba is hagyta a labdarúgást.
A mexikói első osztályban 2014. február 8-án lépett először pályára a Pachuca színeiben, és három szezont töltött itt. A 2014-es Clausura bajnokságban ezüstérmet, míg a 2016-os Clausurában bajnoki címet szerzett.
2017. június 19-én a holland PSV Eindhoven igazolta le, méghozzá 24 millió euróért, amivel az eddigi legdrágább Európába igazoló mexikói játékossá vált. Bemutatkozása jól sikerült: első három holland bajnoki mérkőzésén is gólt szerzett, ezzel pedig a PSV történetének első olyan játékosává vált, akinek ez sikerült. A szezon végén pedig bajnoki címet is ünnepelhetett. Első bajnokokligája-mérkőzését 2018. augusztus 21-én játszotta a BATE ellen, ahol már gólt is lőtt. Ezzel ő lett a 15. mexikói játékos, aki BL-gólt szerzett.
2019 nyarán 43 millió euróért az olasz SSC Napolihoz szerződött. Itt mindjárt első bajnoki mérkőzésén gólt szerzett, méghozzá a Juventus ellen.
2023. szeptember 1-jén visszatért a PSV Eindhoven csapatához, amely ötéves szerződést kötött vele. Október 29-én megszerezte első mesterhármasát a klubnál az Ajax ellen 5–2-re megnyert mérkőzésen, és ő volt az első játékos, aki ezt a bravúrt elérte a klubban az Ajax ellen 2005-óta, akkor Mark van Bommel volt eredményes.
2024. június 6-án bejelentette a San Diego, hogy ő az első igazolásuk és 2025. január 1-jén lép életbe a szerződése, amely négy évre szól.

### A válogatottban
2015-ben szerepelt az U20-as világbajnokságon, ahol egy gólt is szerzett. A felnőtt válogatottban először 20 évesen, 2016. február 10-én lépett pályára egy Szenegál elleni barátságos mérkőzésen, majd a 2018-as világbajnokság selejtezőjén is szerepelt. Részt vett a 2016-os Copa Américán és a Rio de Janeiró-i olimpián is. A 2018-as világbajnokságon ő szerezte Mexikó első gólját, ami egyben győzelmet is jelentett a világbajnoki címvédő Németország ellen. Ez és a hozzá párosuló jó játéka a mexikói közönség kedvencévé tette: a szurkolók a világbajnokság hivatalos dalát átköltötték El Chucky Lozano címmel, és Oroszország-szerte mindenhol, ahol mexikói szurkolók bukkantak fel, ezt a dalt lehetett tőlük hallani. A világbajnokságon figyelt fel rá a FourFourTwo magazin is, amely a torna legnagyobb felfedezettjének nevezte Lozanót.

#### Mérkőzései a válogatottban
| Mexikó | Mexikó               | Mexikó                                         | Mexikó           | Mexikó   | Mexikó             | Mexikó                         | Mexikó | Mexikó      |
| #      | Dátum                | Helyszín                                       | Hazai            | Eredmény | Vendég             | Kiírás                         | Gólok  | Esemény     |
| ------ | -------------------- | ---------------------------------------------- | ---------------- | -------- | ------------------ | ------------------------------ | ------ | ----------- |
| 1.     | 2016. február 10.    | Miami, Marlins Park                            | Mexikó           | 2 – 0    | Szenegál           | barátságos                     | 0      |             |
| 2.     | 2016. március 25.    | Vancouver, BC Place Stadion                    | Kanada           | 0 – 3    | Mexikó             | vb-selejtező                   | 1      | 39' 60'     |
| 3.     | 2016. június 1.      | San Diego, Qualcomm Stadium                    | Mexikó           | 1 – 0    | Chile              | barátságos                     | 0      | 62'         |
| 4.     | 2016. június 5.      | Glendale, University of Phoenix Stadium        | Mexikó           | 3 – 1    | Uruguay            | Copa América, csoportkör       | 0      | 55'         |
| 5.     | 2016. június 9.      | Pasadena, Rose Bowl                            | Mexikó           | 2 – 0    | Jamaica            | Copa América, csoportkör       | 0      | 63'         |
| 6.     | 2016. június 13.     | Houston, NRG Stadium                           | Mexikó           | 1 – 1    | Venezuela          | Copa América, csoportkör       | 0      |             |
| 7.     | 2016. június 18.     | Santa Clara, Levi’s Stadion                    | Mexikó           | 0 – 7    | Chile              | Copa América, negyeddöntő      | 0      | 46'         |
| 8.     | 2016. szeptember 6.  | Mexikóváros, Estadio Azteca                    | Mexikó           | 0 – 0    | Honduras           | vb-selejtező                   | 0      | 46'         |
| 9.     | 2016. október 8.     | Nashville, Nissan Stadium                      | Mexikó           | 2 – 1    | Új-Zéland          | barátságos                     | 0      |             |
| 10.    | 2016. október 11.    | Bridgeview, Toyota Park                        | Mexikó           | 1 – 0    | Panama             | barátságos                     | 0      | 46'         |
| 11.    | 2016. november 11.   | Columbus, Mapfre Stadium                       | Egyesült Államok | 1 – 2    | Mexikó             | vb-selejtező                   | 0      | 73'         |
| 12.    | 2016. november 15.   | Panamaváros, Estadio Rommel Fernández          | Panama           | 0 – 0    | Mexikó             | vb-selejtező                   | 0      | 60'         |
| 13.    | 2017. február 8.     | Las Vegas, Sam Boyd Stadium                    | Mexikó           | 1 – 0    | Izland             | barátságos                     | 0      |             |
| 14.    | 2017. május 27.      | Los Angeles, Los Angeles Memorial Coliseum     | Mexikó           | 1 – 2    | Horvátország       | barátságos                     | 0      |             |
| 15.    | 2017. június 8.      | Mexikóváros, Estadio Azteca                    | Mexikó           | 3 – 0    | Honduras           | vb-selejtező                   | 1      | 57' 63'     |
| 16.    | 2017. június 11.     | Mexikóváros, Estadio Azteca                    | Mexikó           | 1 – 1    | Egyesült Államok   | vb-selejtező                   | 0      |             |
| 17.    | 2017. június 24.     | Kazany, Kazany Aréna                           | Mexikó           | 2 – 1    | Oroszország        | konföderációs kupa, csoportkör | 1      | 52'         |
| 18.    | 2017. június 29.     | Szocsi, Fist Olimpiai Stadion                  | Németország      | 4 – 1    | Mexikó             | konföderációs kupa, elődöntő   | 0      | 46'         |
| 19.    | 2017. július 2.      | Moszkva, Otkrityije Aréna                      | Portugália       | 2 – 1    | Mexikó             | konföderációs kupa, 3. helyért | 0      | 61'         |
| 20.    | 2017. szeptember 2.  | Mexikóváros, Estadio Azteca                    | Mexikó           | 1 – 0    | Panama             | vb-selejtező                   | 1      | 51' 53'     |
| 21.    | 2017. szeptember 5.  | San José, Estadio Nacional                     | Costa Rica       | 1 – 1    | Mexikó             | vb-selejtező                   | 0      |             |
| 22.    | 2017. október 6.     | San Luis Potosí, Estadio Alfonso Lastras       | Mexikó           | 3 – 1    | Trinidad és Tobago | vb-selejtező                   | 1      | 56' 78'     |
| 23.    | 2017. november 10.   | Brüsszel, Baldvin király Stadion               | Belgium          | 3 – 3    | Mexikó             | barátságos                     | 2      | 56' 60' 91' |
| 24.    | 2017. november 13.   | Gdańsk, Stadion Energa Gdańsk                  | Lengyelország    | 0 – 1    | Mexikó             | barátságos                     | 0      | 46'         |
| 25.    | 2018. március 23.    | Santa Clara, Levi’s Stadion                    | Mexikó           | 3 – 0    | Izland             | barátságos                     | 0      | 46' 78'     |
| 26.    | 2018. március 27.    | Arlington, AT&T Stadion                        | Mexikó           | 0 – 1    | Horvátország       | barátságos                     | 0      |             |
| 27.    | 2018. június 2.      | Mexikóváros, Estadio Azteca                    | Mexikó           | 1 – 0    | Skócia             | barátságos                     | 0      | 73'         |
| 28.    | 2018. június 9.      | Brøndby, Brøndby Stadion                       | Dánia            | 2 – 0    | Mexikó             | barátságos                     | 0      | 57'         |
| 29.    | 2018. június 17.     | Moszkva, Luzsnyiki Stadion                     | Németország      | 0 – 1    | Mexikó             | vb-csoportkör                  | 1      | 35' 66'     |
| 30.    | 2018. június 23.     | Rosztov-na-Donu, Rosztov Aréna                 | Dél-Korea        | 1 – 2    | Mexikó             | vb-csoportkör                  | 0      | 71'         |
| 31.    | 2018. június 27.     | Jekatyerinburg, Központi stadion               | Mexikó           | 0 – 3    | Svédország         | vb-csoportkör                  | 0      |             |
| 32.    | 2018. július 2.      | Szamara, Szamara Aréna                         | Brazília         | 2 – 0    | Mexikó             | vb-nyolcaddöntő                | 0      |             |
| 33.    | 2018. szeptember 7.  | Houston, NRG Stadium                           | Mexikó           | 1 – 4    | Uruguay            | barátságos                     | 0      | 72'         |
| 34.    | 2018. október 16.    | Santiago de Querétaro, Estadio Corregidora     | Mexikó           | 0 – 1    | Chile              | barátságos                     | 0      | 82'         |
| 35.    | 2019. március 22.    | San Diego, SDCCU Stadium                       | Mexikó           | 3 – 1    | Chile              | barátságos                     | 1      | 29' 65' 82' |
| 36.    | 2019. szeptember 6.  | East Rutherford, MetLife Stadium               | Egyesült Államok | 0 – 3    | Mexikó             | barátságos                     | 0      | 70'         |
| 37.    | 2019. szeptember 10. | San Antonio, Alamodome                         | Mexikó           | 0 – 4    | Argentína          | barátságos                     | 0      | 71'         |
| 38.    | 2019. október 11.    | Hamilton, Bermudai Nemzeti Stadion             | Bermuda          | 1 – 5    | Mexikó             | CONCACAF Nemzetek Ligája       | 1      | 60' 72'     |
| 39.    | 2019. október 15.    | Mexikóváros, Estadio Azteca                    | Mexikó           | 3 – 1    | Panama             | CONCACAF Nemzetek Ligája       | 0      | 66'         |
| 40.    | 2020. november 14.   | Bécsújhely, Bécsújhelyi stadion                | Mexikó           | 3 – 2    | Dél-Korea          | barátságos                     | 0      | 83'         |
| 41.    | 2020. november 17.   | Grác, Merkur Arena                             | Japán            | 0 – 2    | Mexikó             | barátságos                     | 1      | 42' 68' 82' |
| 42.    | 2021. március 27.    | Cardiff, Cardiff City Stadion                  | Wales            | 1 – 0    | Mexikó             | barátságos                     | 0      |             |
| 43.    | 2021. március 30.    | Bécsújhely, Bécsújhelyi stadion                | Costa Rica       | 0 – 1    | Mexikó             | barátságos                     | 1      | 89'         |
| 44.    | 2021. május 29.      | Arlington, AT&T Stadion                        | Mexikó           | 2 – 1    | Izland             | barátságos                     | 2      | 63' 73' 78' |
| 45.    | 2021. június 3.      | Denver, Empower Field at Mile High             | Mexikó           | 0 – 0    | Costa Rica         | CONCACAF Nemzetek Ligája       | 0      |             |
| 46.    | 2021. június 6.      | Denver, Empower Field at Mile High             | Egyesült Államok | 3 – 2    | Mexikó             | CONCACAF Nemzetek Ligája       | 0      | 111'        |
| 47.    | 2021. július 3.      | Los Angeles, Memorial Coliseum                 | Mexikó           | 4 – 0    | Nigéria            | barátságos                     | 0      |             |
| 48.    | 2021. július 10.     | Arlington, AT&T Stadion                        | Mexikó           | 0 – 0    | Trinidad és Tobago | CONCACAF-aranykupa, csoportkör | 0      | 18'         |
| 49.    | 2021. október 7.     | Mexikóváros, Estadio Azteca                    | Mexikó           | 1 – 1    | Kanada             | vb-selejtező                   | 0      |             |
| 50.    | 2021. október 10.    | Mexikóváros, Estadio Azteca                    | Mexikó           | 3 – 0    | Honduras           | vb-selejtező                   | 1      | 86' 90+2'   |
| 51.    | 2021. október 13.    | San Salvador, Estadio Cuscatlán                | Salvador         | 0 – 2    | Mexikó             | vb-selejtező                   | 0      | 27' 70'     |
| 52.    | 2021. november 12.   | Cincinnati, TQL Stadium                        | Egyesült Államok | 2 – 0    | Mexikó             | vb-selejtező                   | 0      |             |
| 53.    | 2021. november 16.   | Edmonton, Nemzetközösségi Stadion              | Kanada           | 2 – 1    | Mexikó             | vb-selejtező                   | 0      | 15' 46'     |
| 54.    | 2022. január 30.     | Mexikóváros, Estadio Azteca                    | Mexikó           | 0 – 0    | Costa Rica         | vb-selejtező                   | 0      |             |
| 55.    | 2022. február 2.     | Mexikóváros, Estadio Azteca                    | Mexikó           | 1 – 0    | Panama             | vb-selejtező                   | 0      | 66'         |
| 56.    | 2022. március 24.    | Mexikóváros, Estadio Azteca                    | Mexikó           | 0 – 0    | Egyesült Államok   | vb-selejtező                   | 0      |             |
| 57.    | 2022. március 27.    | San Pedro Sula, Estadio Olímpico Metropolitano | Honduras         | 0 – 1    | Mexikó             | vb-selejtező                   | 0      | 81'         |
| 58.    | 2022. március 30.    | Mexikóváros, Estadio Azteca                    | Mexikó           | 2 – 0    | Salvador           | vb-selejtező                   | 0      | 64'         |
| 59.    | 2022. szeptember 24. | Pasadena, Rose Bowl                            | Mexikó           | 1 – 0    | Peru               | barátságos                     | 1      | 85'         |
| 60.    | 2022. november 16.   | Gerona, Estadio Montilivi                      | Mexikó           | 1 – 2    | Svédország         | barátságos                     | 0      | 46'         |
| 61.    | 2022. november 22.   | Doha, 974 Stadion                              | Mexikó           | 0 – 0    | Lengyelország      | vb-csoportkör                  | 0      |             |
| 62.    | 2022. november 26.   | Loszaíl, Loszaíli Nemzeti Stadion              | Argentína        | 2 – 0    | Mexikó             | vb-csoportkör                  | 0      | 73'         |
| 63.    | 2022. november 30.   | Loszaíl, Loszaíli Nemzeti Stadion              | Szaúd-Arábia     | 1 – 2    | Mexikó             | vb-csoportkör                  | 0      |             |
|        | Összesen             |                                                |                  | 63       | mérkőzés           |                                | 16     | gól         |

## Magánélete
18 éves korában kötött házasságot Ana Obregónnal, két gyermekük van.